# Фидер (радиотехника)
Фи́дер (англ. feeder от feed — питать) — электрическая цепь (линия передачи) и вспомогательные устройства, с помощью которых энергия радиочастотного сигнала подводится от радиопередатчика к антенне или от антенны к радиоприёмнику. Под вспомогательными устройствами понимают соединители, вентили, фазовращатели и т. д.
Не следует отождествлять фидер и линию передачи (металлический волновод, коаксиальный кабель и т. д.): линия передачи может быть частью фидера или же его частным случаем (при отсутствии вспомогательных устройств). Не является фидером линия передачи, не соединённая с антенной, используемая в иных целях. Термин фидерная линия является некорректным.

## Классификация
Фидеры следует классифицировать по типу линии передачи, типу радиочастотных соединителей и прочих функциональных узлов, входящих в состав фидера.

### Открытые фидеры
К открытым фидерам относят неэкранированные проводные линии, диэлектрические волноводы, линзовые и зеркальные квазиоптические линии.

### Закрытые фидеры
К закрытым фидерам относят экранированные линии (например, радиочастотный кабель, симметричные полосковые линии) и металлические радиоволноводы.
Преимущество закрытых фидеров — независимость поля внутренней канализируемой волны от внешних полей.

## Конструкция
Конструкция фидера определяется частотой источника. Обычно используется следующее разделение:
- до 3 МГц — экранированные и неэкранированные проводные линии, например, витые пары;
- от 3 МГц до 3 ГГц — коаксиальные кабели;
- от 3 ГГц до 300 ГГц — металлические и диэлектрические радиоволноводы;
- свыше 300 ГГц — квазиоптические линии.

## Антенно-фидерное устройство
Совокупность антенны и фидерного тракта, входящую в качестве составной части в радиоэлектронное изделие, образец, комплекс, систему, называют антенно-фидерным устройством.
Антенна и её фидер могут выполняться в виде единого (нераздельного) устройства по конструктивным, технологическим, эксплуатационным и др. причинам, для снижения стоимости, массы и исключения потерь в радиочастотных соединителях.